# 齐桓公
齐桓公（？—前643年10月7日），春秋时代齐国第十五位国君，姜姓，齊氏，名小白，齐僖公的儿子、齐襄公的弟弟。春秋五霸之首。齐襄公和公孫无知相继死于内乱后，小白与公子纠争位成功，即国君位为齐桓公。桓公任管仲为相，推行改革，实行军政合一、兵民合一的制度，齐国逐渐强盛。桓公于前679年在甄（今山東鄄城）召集宋、陈等四国诸侯会盟，齐桓公是历史上第一个充当盟主的诸侯。当时中原华夏各诸侯苦于戎狄等部落的攻击，于是管仲提出“尊王攘夷”的旗号，北击山戎，南伐楚国，桓公成为中原霸主，受到周天子赏赐。桓公晚年昏庸，信用易牙、豎刁等小人，病死後齊國陷入內亂。
在位期間執政為國懿仲、高傒、管夷吾、仲孫湫、隰朋。

## 生平

### 與兄長爭位

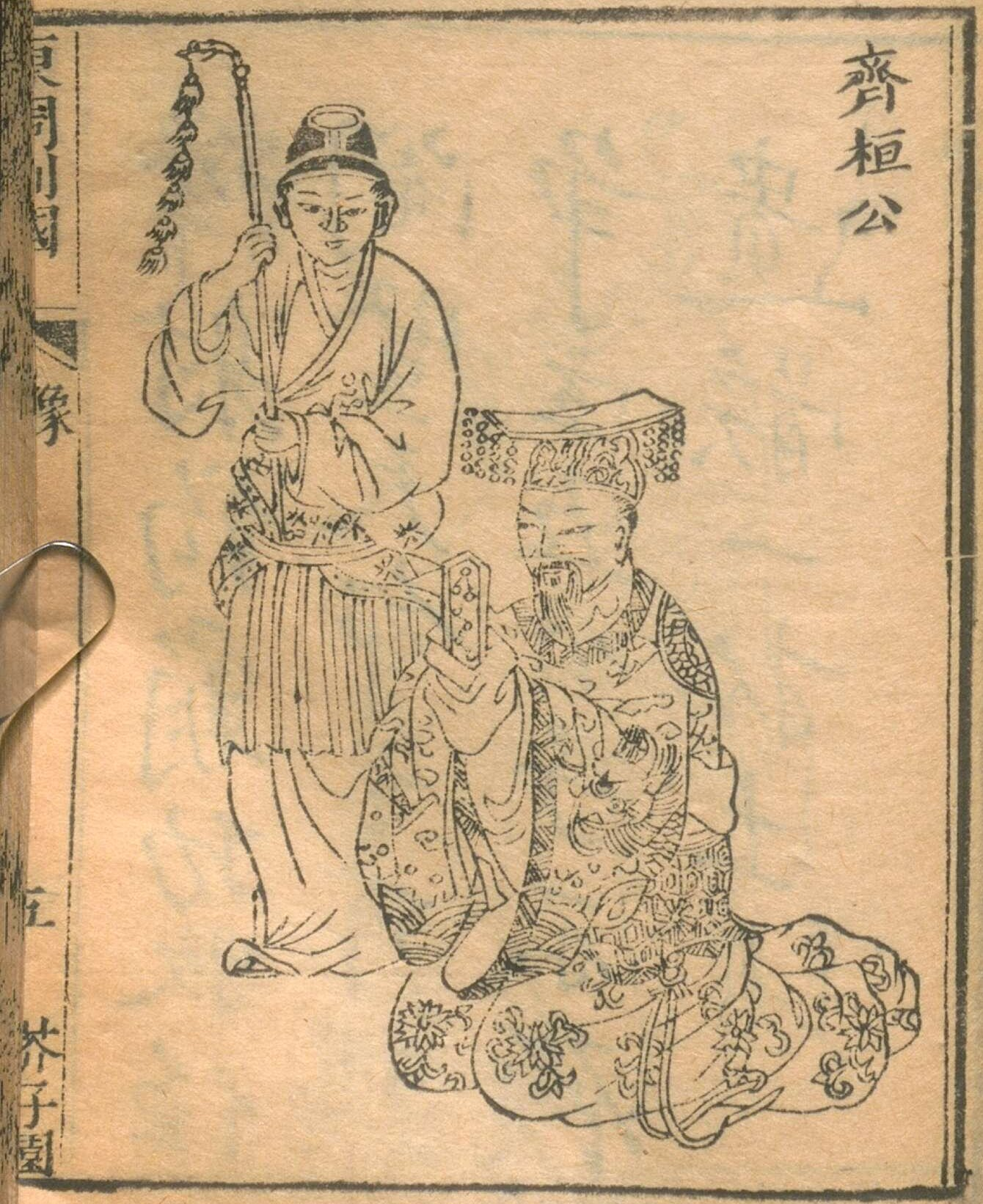
齊桓公

齐襄公晚年時，齊國國政混亂。公子纠的師傅管仲與公子小白的師傅鲍叔牙雙雙都預感齐國將發生大亂，就各自保護兩位公子到魯國與莒國。
齊襄公十二年（前686年），齊大夫連稱、管至父謀殺齊襄公，立其堂弟公孫無知(齊僖公同母弟夷仲年之遺腹子)为君。
齊桓公元年 （前685年），齊大夫雍廩殺公孫無知，與大夫国氏、高傒等秘密迎回人在莒国的公子小白回到临淄（山东淄博东）即位，為齊桓公。
魯國听说公孫無知被杀，也派兵送小白的哥哥公子纠回齊国，而管仲带兵堵截住莒国到齐国的路。傳說管仲一箭射中小白带钩，小白咬舌吐血假装倒地而死，管仲派人回鲁国报捷。鲁国于是就慢慢地送公子纠回国，六日方抵。而这时小白已兼程赶回齐国，高傒立其为国君，是为桓公。

### 即位首戰於魯
齊桓公即位後，發兵攻打鲁國，在乾時（今山東省桓台縣）打敗鲁軍，並迫魯國殺死公子糾及獻出其師傅召忽、管仲。召忽自殺，管仲被齊囚禁。齊桓公原欲殺管仲，但經鮑叔牙力薦下，不計前嫌重用管仲為大夫。

### 管仲相齊

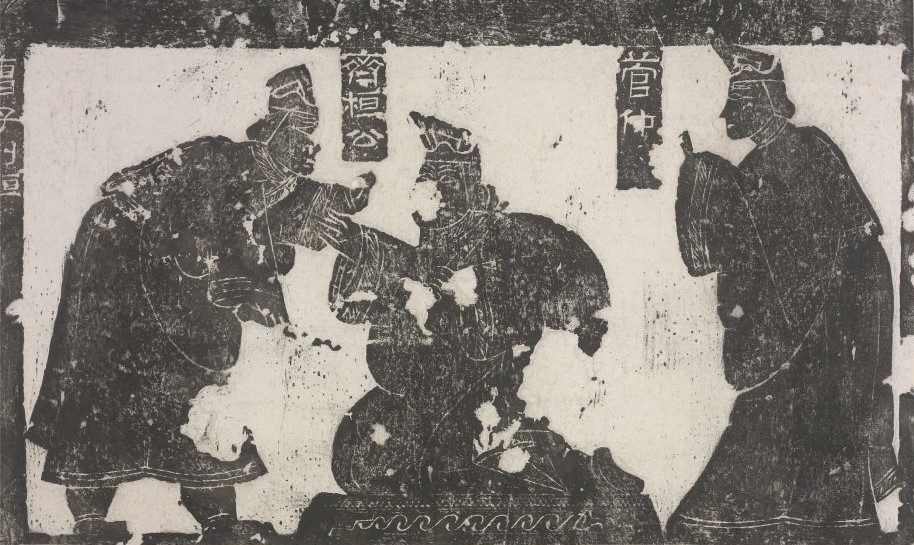
齐桓公与管仲（拓片）

齊桓公起用管仲改革，設五官（大司行、大司田、大司马、大司理、大諫）分掌外交、經濟、軍事、刑法、監察，削弱世卿，強化集權。地方推行國野分治，國都設二十一鄉，野設五屬，由五屬大夫每年述職，依政績賞罰。軍事方面推行軍政合一，士鄉服兵役，十五鄉組三軍，農閒訓練，戰時出征，並推行兵器贖罪制。同時推動減稅促生育，重稅鹽商，實行糧食「平準」政策，限制貧富差距，承認私田合法，設「女閭」稅收，吸引外人，充實國庫。

### 向外擴張，與魯國紛爭再起
齊桓公二年（前684年）發兵攻打魯國，但在長勺被鲁國擊敗。齊桓公在與鲁國打仗途中曾經過譚國，但譚國國君不以禮接待，於是同年冬天，齊國出兵滅了譚國。
齊桓公三年（前683年）齊桓公親自前往魯國迎娶魯莊公之女共姬為夫人。
齊桓公五年（前681年），莊公與齊、宋、陳、蔡、邾五國國君在北杏會盟。同年，齊國先後滅了遂國和再次攻打鲁國，魯莊公被迫割讓遂邑求和，雙方於柯地會盟。在會盟中魯國力士曹沫突然以匕首劫持桓公，脅迫其歸還侵占的魯國領土。桓公無奈答應，但事後反悔並想誅殺曹沫。經管仲勸阻，指出"棄信於諸侯，失天下之援，不可"，桓公終遵守承諾歸還魯地。

### 霸業初成
齊桓公六年（前680年），因宋國背棄北杏之盟。桓公連同陳，曹兩國伐宋，並邀請周王室參戰，周室派單伯帶兵跟三國軍隊攻打宋國，最終獲得勝利。同年冬天，桓公邀請單伯，宋國和陳，曹兩國在鄄會盟。
齊桓公七年（前679年）齊侯、宋公、陳侯、衛侯、鄭伯在鄄地會面。，《左傳》記載「齊始霸也」，標誌著齊桓公霸業的開始。

### 四方征伐與會盟
此後十數年間，齊桓公憑藉強大的國力，頻繁與諸侯會盟及領兵征戰，齊桓公七年（前679年），齊國聯同宋國、邾國攻伐郳國（位於今山東滕縣附近）。次年，因鄭國攻擊宋國，齊國遂聯合宋國、衛國共同討伐鄭國。與此同時，楚國亦出兵伐鄭，兵鋒直指栎地，此舉開啟了以鄭國為核心的楚、齊兩國爭端。該年冬季，鄭國最終向齊國屈服。隨後，齊、魯、宋、陳、衛、鄭、許、滑、滕等諸侯國在宋國的幽地（今河南蘭考）舉行了會盟。。
齊桓公十一年（前675年），齊國聯合宋國、陳國共同進攻魯國的西部邊境。

### 田氏入齊
齊桓公十四年（前672年），陳厲公子完，即田完，逃到齊國，桓公想任命他為卿，他不接受，桓公就任命他為工正。這間接造成其後人奪去了姜姓齊國的政權，即田氏代齊。

### 魯國臣服，齊桓公受封為伯
齊桓公十五年（前671年），魯莊公以超常規的禮儀對待齊國，先親自前往齊國觀看祭祀。次年又用破格的禮物迎娶齊女哀姜。
齊桓公十八年（前668年）齊、魯、宋三國聯合進攻徐國。
齊桓公十九年（前667年）齊、魯、宋、陳、鄭在幽會盟，陳、鄭兩國降伏。同年，周惠王冊封齊桓公為「伯」，並請求他出兵衛國，以報衛國擁立王子頹之仇，於是，齊國在次年攻打衛國，其後收取了衛國的賄賂後回國。

### 討伐戎狄，解救諸侯
齊桓公二十二年（前664年）秋七月，齊國迫使鄣邑投降。同年，齊國攻打山戎。
次年，山戎攻打燕國，燕向齊求救。齊桓公救燕，攻打山戎，一直打到孤竹國才停。燕莊公送齊桓公到齊境。齊桓公說：“不是天子，諸侯向送不能出境，我不可以對燕無禮。”於是把燕君所到的地方割給了燕國，叮囑燕君學習召公為政，像周成王周康王時一樣給周朝納貢。諸侯聽說此事，都擁護齊國。
齊桓公二十四年（前662年），狄人攻打邢國（今河北邢臺附近），第二年，桓公聽管仲建議出兵救援。不久後，狄人又攻打衛國，衛懿公腐敗不得民心，導致衛兵大敗，狄人滅了衛國。衛國的遺民得到宋桓公的救助，定居在曹邑，並擁立衛戴公，齊桓公同年派公子無虧支援衛人。前659年，狄人再次攻打邢國，齊桓公連同宋、曹兩國發兵救援邢國，邢軍潰敗後逃到聯合軍裏，聯軍趕走狄人後把邢國遷移到夷儀，並為其修築城池。次年，衛戴公逝世，衛文公繼位，桓公跟諸侯為衛國建楚丘城，同時把衞國臣民遷到那裏。齊桓公在這段期間先後討伐戎狄和幫助諸侯國，大大提高了齊國的威信。

### 殺妹哀姜
哀姜是齊桓公的妹妹，同時亦是魯閔公的姨母，她在魯國與魯公子慶父私通，並想立他爲國君。齊桓公二十六年（前660年），慶父指使卜齮在武闈殺害閔公，魯人立僖公為國君，哀姜逃到邾國，但桓公召回哀姜，將其殺死。

### 蔡姬改嫁，討伐蔡國
齊桓公二十九年（前657年），桓公和夫人蔡姬在水中遊玩，蔡姬故意晃船令桓公害怕，並阻止蔡姬，但蔡姬不聽。齊桓公大發雷霆，把蔡姬送了回去，後來蔡國將蔡姬改嫁。齊桓公得知此事後發怒，興兵討伐蔡國。
齊桓公三十年春（前656年），齊桓公帶領魯、宋、陳、衞、鄭、許、曹七國諸侯伐蔡。

### 討伐楚國，召陵之盟
《史記·楚世家》曾記載：“齊桓公始霸，楚亦始大”，楚文王逝世後，兒子熊艱即位，即楚成王。在齊桓公四出征伐期間，楚成王布德施惠，進一步擴張楚國的領土，令楚國的國力大增。在狄人入侵的那一年(前659年)，楚國發兵攻打鄭國。齊桓公二十四年(前662年)宋桓公、齊桓公在梁丘會見，同年齊桓公請求與其他諸侯會面，商量救鄭一事。
齊桓公三十年（前656年）春，齊桓公因為蔡姬事件，聯同及宋、陳、衛、鄭、許、魯、曹八國發兵攻打蔡國，打敗蔡國後再攻打楚國，聯軍推進至陘。夏，成王派屈完帶兵抵御，聯軍退回召陵。屈完前往召陵向齊桓公請求講和，齊桓公同意，雙方在召陵簽訂盟約。
伐楚後，陳國大夫轅濤塗建議齊桓公向東行軍以減輕陳、鄭負擔，但鄭國大夫申侯卻暗中反對並獻策取道兩國，導致轅濤塗被捕，齊國聯合江、黃討伐陳國的不忠。

### 穩定周室
齊桓公三十一年(前655年)，周惠王欲廢太子鄭，齊桓公於首止會諸侯以安定周室。轅濤塗因怨恨申侯先前陷害自己，假意助其修築虎牢城，後向鄭文公誣告申侯謀反，導致申侯失寵。鄭文公受周惠王挑撥，擅自逃盟，次年（前654年）齊桓公聯合諸侯伐鄭，楚國圍許救鄭。隔年，鄭文公殺申侯謝罪，齊國改以德政安撫諸侯，鄭國最終請盟歸附。
齊桓公三十三年（前653年）冬，周惠王逝世。太子鄭怕同父異母弟弟王子帶作亂，向齊國求救。次年（前652年）齊國邀集諸侯在洮（今山東鄄城西南）會盟，商量安定王室事。最終諸侯奉太子鄭即位，是為周襄王，直到大局已定才公佈周惠王死訊。

### 霸業頂峰

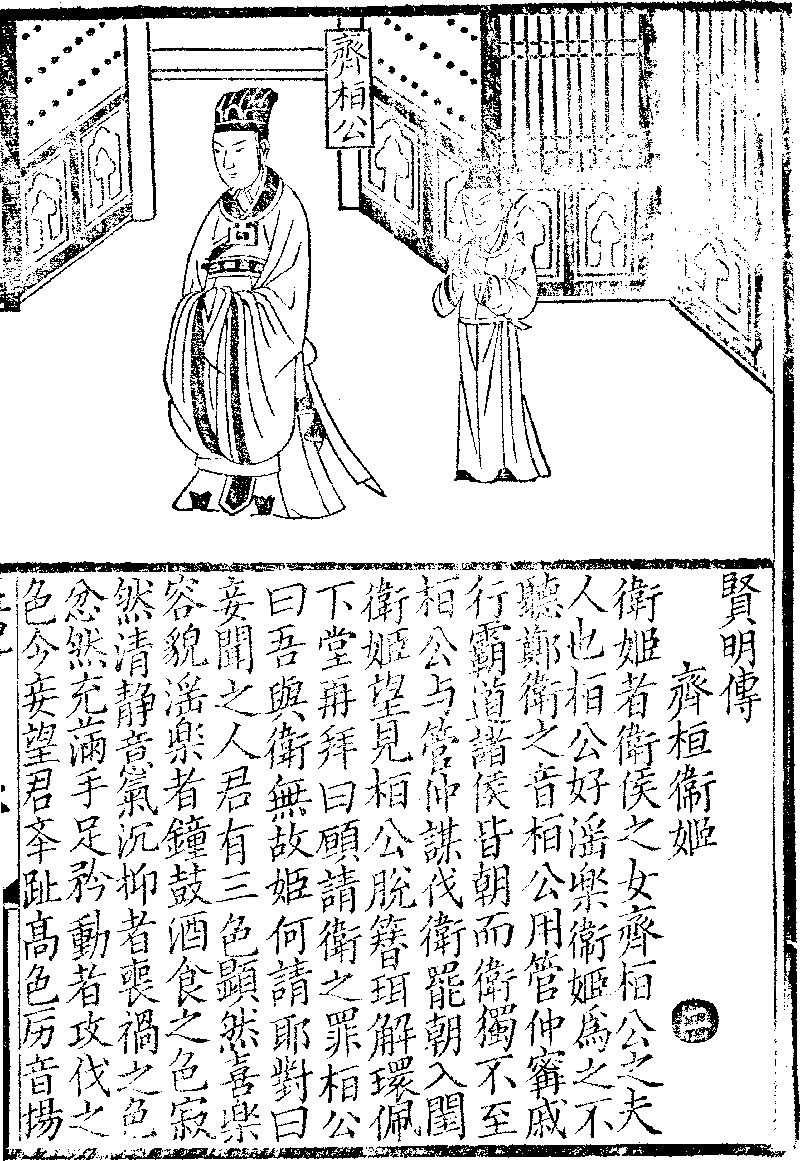
齊桓公

齊桓公三十五年（前651年）夏，桓公於葵丘（今河南民權）會盟諸侯，周襄王賜祭肉，並免其下跪之禮，但桓公以示尊重，恪守禮節。同年秋天，桓公又和諸侯會於葵丘，此事標誌着齊國的霸業達到了頂峰。
同年，晉獻公死，晉國發生內亂，齊桓公出兵平亂，之後，秦穆公立公子夷吾為晉君，桓公亦派大夫隰朋與軍隊護送。這時周室式微，只有齊、晉、楚、秦強大。晉國內亂，秦國偏遠，楚王以蠻夷自居，齊桓公成為中原的霸主。
齊桓公說：“寡人向南打到召陵，望見熊山。北伐山戎、離枝、孤竹。西伐大夏，深入流沙之中。登上太行山，到卑耳山才返回。諸侯不要違背寡人。我三次聯合諸侯出兵，六次和諸侯會盟，定襄王太子之位。說以前三王偉大，現在我和他們有什麽兩樣嗎？我想在泰山封禪。”管仲勸說，桓公不聽。管仲又說，要得到遠方的珍奇怪物才能封禪，桓公才不考慮這事。

### 晚年
會盟後次年（前650年)，狄人入侵，滅溫國，齊桓公聯合許國牽制戎狄。戎族勾結王子帶攻周，秦、晉出兵相救，齊僅派管仲調停。楚國滅黃國，齊亦無作為，霸業漸衰。前647年後，齊雖多次會盟諸侯戍周、遷杞、伐楚盟國，但戰果有限（如徐國敗於楚）。前644年，齊為周抵禦戎患，並會盟築城防淮夷，卻因動亂未成。
易牙以廚藝服侍齊桓公。齊桓公說：“只有蒸嬰兒肉還沒嘗過。”於是易牙將其長子蒸了獻給齊桓公吃。
齊桓公四十一年（前645年），管仲重病，桓公問他：“群臣中誰可以代你為相？”管仲說：“了解臣下沒有人比得上君主。”桓公說：“易牙如何？”管仲回答：“殺掉孩子來討好君主，不合人情，不可以。” 桓公說：“開方如何？”管仲回答：“背棄親人來討好君主，不合人情，難以親近。” 桓公說：“豎刁如何？”管仲回答：“自己閹割來討好君主，不合人情，難以親愛。”管仲死後，齊桓公不聽管仲的話，重用三人，三人專權。

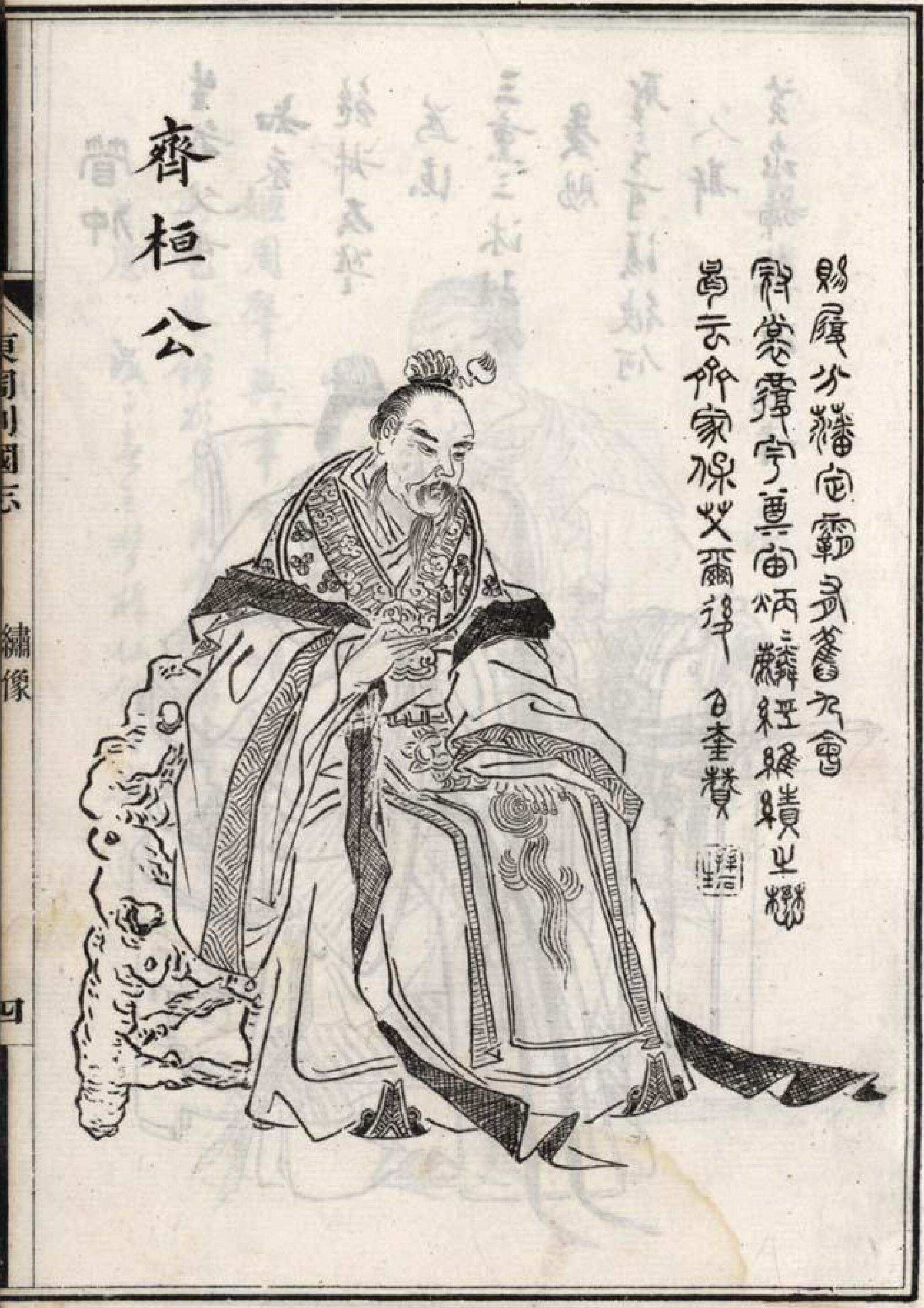
齊桓公

齊桓公四十二年（前644年），戎攻打周朝，周告急於齊，齊令各國諸侯發兵救周。
齊桓公四十三年（前643年），齊桓公重病，五公子（公子無虧、公子昭、公子潘、公子元、公子商人）各率黨羽爭位。易牙、豎刁把桓公軟禁到寢宮里，宮外築上高墻，不許任何人見他。一個宮女翻墻到了桓公身邊。桓公問她有沒有食物和水，宮女無可奈何。桓公長嘆：“嗟呼！聖人所見豈不遠哉！若死者有知，我將何面目見仲父乎？”這個宮女在《東周列國志》稱作晏娥。
冬十月七日，齊桓公病死，五公子互相攻打，齊國一片混亂，桓公屍體在床上放了六十七天，屍蟲都從屍體上爬了出來，“身死不葬，蟲流出戶”。十二月十四日，新立的齊君無虧才把桓公收殮。

## 故事

### 遗冠雪耻
《韩非子·难二》齐桓公饮酒醉，遗其冠，耻之，三日不朝。管仲曰：“此有国之耻也，公胡其不雪之以政？”公曰：“胡其善！”因发仓囷赐贫穷，论囹圄出薄罪。处三日而民歌之曰：“公胡不复遗冠乎！”—— 或曰：管仲雪桓公之耻于小人，而生桓公之耻于君子矣。使桓公发仓囷而赐贫穷，论囹圄而出薄罪，非义也，不可以雪耻；使之而义也，桓公宿义，须遗冠而后行之，则是桓公行义非为遗冠也？是虽雪遗冠之耻于小人，而亦生遗义之耻于君子矣。且夫发囷仓而赐贫穷者，是赏无功也；论囹圄而出薄罪者，是不诛过也。夫赏无功，则民偷幸而望于上；不诛过，则民不惩而易为非。此乱之本也，安可以雪耻哉？

### 五顾布衣
《韓非子·難一》齊桓公時，有處士曰小臣稷，桓公三往而弗得見。桓公曰：「吾聞布衣之士不輕爵祿，無以易萬乘之主；萬乘之主不好仁義，亦無以下布衣之士。」於是五往乃得見之。 或曰：桓公不知仁義。夫仁義者，憂天下之害，趨一國之患，不避卑辱謂之仁義。故伊尹以中國為亂，道為宰干湯；百里奚以秦為亂，道為虜干穆公。皆憂天下之害，趨一國之患，不辭卑辱，故謂之仁義。今桓公以萬乘之勢，下匹夫之士，將欲憂齊國，而小臣不行，見小臣之忘民也。忘民不可謂仁義。仁義者，不失人臣之禮，不敗君臣之位者也。是故四封之內，執禽而朝名曰臣，臣吏分職受事名曰萌。今小臣在民萌之眾，而逆君上之欲，故不可謂仁義。仁義不在焉，桓公又從而禮之。使小臣有智能而遁桓公，是隱也，宜刑；若無智能而虛驕矜桓公，是誣也，宜戮。小臣之行，非刑則戮。桓公不能領臣主之理而禮刑戮之人，是桓公以輕上侮君之俗教於齊國也，非所以為治也。故曰：桓公不知仁義。

### 微服出巡
《韓非子·外儲說·右下》齊桓公微服以巡民家，人有年老而自養者，桓公問其故。對日：「臣有子三人，家貧無以妻之，傭未反。」桓公歸，以告管仲。管仲曰：「畜積有腐棄之財，則人飢餓；宮中有怨女，則民無妻。」桓公曰：「善。」乃論宮中有婦人而嫁之。下令於民日：「丈夫二十而室，婦人十五而嫁。」

### 索人劳，使人佚。
《韩非子·难二》齐桓公之时，晋客至，有司请礼。桓公曰：“告仲父”者三。而优笑曰：“易哉，为君！一曰仲父，二曰仲父。”桓公曰：“吾闻君人者劳于索人，佚于使人。吾得仲父已难矣，得仲父之后，何为不易乎哉？”——或曰：桓公之所应优，非君人者之言也。桓公以君人为劳于索人，何索人为劳哉？伊尹自以为宰干汤，百里奚自以为虏干穆公。虏，所辱也；宰，所羞也。蒙羞辱而接君上，贤者之忧世急也。然则君人者无逆贤而已矣，索贤不为人主难。且官职，所以任贤也；爵禄，所以赏功也。设官职，陈爵禄，而士自至，君人者奚其劳哉？使人又非所佚也。人主虽使人，必度量准之，以刑名参之；以事遇于法则行，不遇于法则止；功当其言则赏，不当则诛。以刑名收臣，以度量准下，此不可释也，君人者焉佚哉？—— 索人不劳，使人不佚，而桓公曰：“劳于索人，佚于使人”者，不然。且桓公得管仲又不难。管仲不死其君而归桓公，鲍叔轻官让能而任之，桓公得管仲又不难，明矣。已得管仲之后，奚遽易哉？管仲非周公旦。周公旦假为天子七年，成王壮，授之以政，非为天下计也，为其职也。夫不夺子而行天下者，必不背死君而事其仇；背死君而事其仇者，必不难夺子而行天下；不难夺子而行天下者，必不难夺其君国矣。管仲，公子纠之臣也，谋杀桓公而不能，其君死而臣桓公，管仲之取舍非周公旦，未可知也。若使管仲大贤也，且为汤、武。汤、武，桀、纣之臣也；桀、纣作乱，汤、武夺之。今桓公以易居其上，是以桀、纣之行居汤、武之上，桓公危矣。若使管仲不肖人也，且为田常。田常，简公之臣也，而弑其君。今桓公以易居其上，是以简公之易居田常之上也，桓公又危矣。管仲非周公旦以明矣，然为汤、武与田常，未可知也。为汤、武，有桀、纣之危；为田常，有简公之乱也。已得仲父之后，桓公奚遽易哉？若使桓公之任管仲，必知不欺己也，是知不欺主之臣也。然虽知不欺主之臣，今桓公以任管仲之专借竖刁、易牙，虫流出户而不葬，桓公不知臣欺主与不欺主已明矣，而任臣如彼其专也，故曰：桓公暗主。

### 三难
《韓非子·難三》人有設桓公隱者曰：「一難，二難，三難，何也？」桓公不能對，以告管仲。管仲對曰：「一難也，近優而遠士。二難也，去其國而數之海。三難也，君老而晚置太子。」桓公曰：「善。」不擇日而廟禮太子。 ——或曰：管仲之射隱，不得也。士之用不在近遠，而優俳侏儒固人主之所與燕也，則近優而遠士而以為治，非其難者也。夫處勢而不能用其有，而悖不去國，是以一人之力禁一國。以一人之力禁一國者，少能勝之。明能照遠奸而見隱微，必行之令，雖遠於海，內必無變。然則去國之海而不劫殺，非其難者也。楚成王置商臣以為太子，又欲置公子職，商臣作難，遂弒成王。公子宰，周太子也，公子根有寵，遂以東州反，分而為兩國。此皆非晚置太子之患也。夫分勢不二，庶孽卑，寵無藉，雖處大臣，晚置太子可也。然則晚置太子，庶孽不亂，又非其難也。物之所謂難者，必借人成勢而勿使侵害己，可謂一難也。貴妾不使二後，二難也。愛孽不使危正適，專聽一臣而不敢偶君，此則可謂三難也。

## 家庭
齐桓公在位四十三年去世，当年是鲁僖公十七年（前643年），《左传》于当年介绍了齐桓公的配偶和儿子的情况。

### 配偶
- 嫡妻：王姬，膝下無子。
- 嫡妻：徐嬴，膝下無子。
- 嫡妻：蔡姬，膝下無子。
- 妾：长卫姬，生公子无亏（武孟）。
- 妾：少卫姬，生齐惠公元。
- 妾：郑姬，生齐孝公昭，他是桓公生前立的太子。
- 妾：葛嬴，生齊昭公潘。
- 妾：密姬，生齊懿公商人。
- 妾：宋华子，生公子雍。
- 公子纠遗孀。[65]

### 子女
- 公子无亏（武孟），长卫姬所生。公子无亏于齐桓公死后的前643年被立为齐侯。
- 齐惠公元，少卫姬所生。于前608年至前599年在位。
- 齐孝公昭，郑姬所生。桓公生前立的太子，于前642年至前633年在位。
- 齊昭公潘；葛嬴所生。于前632年到前613年在位。
- 齊懿公商人；密姬所生。于前612前609年在位。
- 公子雍，宋华子所生。
- 齊姜，晉獻公夫人，為晉太子申生、秦穆公夫人穆姬的生母，秦康公的祖母。[66]

齐桓公的诸子共统治齐国四十余年。桓公之子不止以上说的六人，《左传·僖公二十六年》记载，齐桓公有七个儿子去楚国做了大夫。

### 其他後裔
- 桓氏：以桓公謚號為氏，後裔如東漢桓榮。[69]
- 東郭氏：齊莊公時有東郭偃及其姊東郭姜。東郭姜嫁予同為姜姓的齊丁公後裔崔杼，生子崔明。[70][71]崔明後來是南北朝及唐代著名大族清河崔氏、博陵崔氏的祖先。[72]

## 评价

### 《春秋公羊传》之评价
《春秋公羊传》说：“南夷北狄交，中国不绝如线，桓公攘夷狄而救中国。”齐桓公作为春秋时代的第一位霸主，他一向是被高度评价的。当时在夷狄的逼迫之下，中原各国的确遭到了极大的威胁，而通过改革而强盛起来的齐桓公，此时充当起了中原各国的保护神，打出了“尊王攘夷”的旗号。作为霸主，齐桓公又是会盟诸侯，又是插手别国事务，又是安定王室，又是征伐夷狄，可谓风光一时。

### 《春秋穀梁传》之评价
穀梁传谴责了齐桓公通过杀公子纠成为齐国国君的手段。。对于桓公前681年在北杏的会盟，《穀梁传》认为齐桓公并不是周天子任命的方伯，如此是不应当的。。但在记载前667年桓公与诸侯在幽的会盟时，称赞桓公仁义守信。对于桓公在前666年伐卫一事，《穀梁传》认为桓公虽然是奉王命，但攻伐别国又索取财物，需要轻视。。《穀梁传》认为桓公为燕国讨伐山戎一事是莫大之善举，需要称赞。《穀梁传》以为桓公驻曹救邢一事是害怕狄人，不值得赞扬，所以《春秋》避讳不书齐桓公。前658年桓公为卫国筑楚丘城，对于此事《穀梁传》认为桓公虽然有仁爱之心，但此举超出礼制。桓公率大军伐蔡，《穀梁传》认为合乎正道。前655年桓公盟诸侯，拥戴周王的太子，《穀梁传》认为这是变通礼制拥戴周王的做法值得肯定。《穀梁传》对桓公在葵丘大会诸侯申明周王禁令表示称赞。《穀梁传》谴责桓公灭项一事，但又说桓公曾有存亡继绝之功，所以为之避讳。对于桓公的去世，《穀梁传》说此人不正道，但前文有所贬抑，记载他的去世时对他的尊敬。

### 《春秋左氏传》之评价
关于齐桓公伐楚的“召陵之师”，也许首当其冲的楚国人最了解当时的情况。召陵之师过去一百多年后，楚国的大夫椒举向追求霸业的楚灵王提到历史上夏启王、商汤王、周武王、周成王、周康王、周穆王、齐桓公和晋文公这“六王二公”之功业。而楚灵王在这些历史人物的伟大业绩中，仅选择了齐桓“召陵之师”作为自己效仿的对象。可见楚国人心目中“召陵之师”是多么雄壮。童书业推测各国当时兵力，认为“召陵之师”联军有多达一千数百乘兵车的兵力，在当时是前所未有的巨大兵力。在联军深入楚境的强压下，楚国被迫放弃在战场上击败联军的努力，而是乞求加入齐国同盟，此事在楚人心中印象极深。而齐桓去世后的前641年想谋求霸权的楚国在齐国参加盟会，仍然以齐国为盟主。可见齐桓霸业之盛。
有人认为，当时齐桓公并未有多少实力，当时秦晋都还不是很强大，而对于楚国，齐桓公不过是定了一个盟约，并没有试试楚国“方城以为城，汉水以为池”的雄厚实力。至于抗击夷狄，更多的是打败了实力不强的狄人，而对于楚国出兵灭了一些小国的行为，齐桓公并没有干涉。

### 其他评价
孔子認為齊桓公個性正直而不狡詐，與晉文公狡詐又不正直的個性相反。孔子與子路、子貢談話時，子路與子貢批評管仲曾侍奉公子糾而不能死節，孔子舉管仲輔佐桓公會合諸侯、一匡天下的事蹟做為回應。
孟子批评齐桓公，认为他不过是靠霸道，而不是王道。孟子認為孔子的弟子不會稱讚齊桓公、晉文公的事蹟。然而孔子曾大力稱道管仲佐齊桓公稱霸，認為這是「民到于今受其賜」的盛舉，並賦予佐桓公稱霸的管仲「如其仁！如其仁！」的美譽。
齐桓公生活糜烂，《史记》：“桓公好内，多内宠，如夫人（妾）者六人”、“桓公病，五公子各树党争立。”如此多的儿子也为以后的内乱埋下了隐患。不仅如此，齐桓公在近亲性关系上也很混乱，“寡人有污行，不幸而好色，姑姊有不嫁者” ，“齐桓公好妇人之色，妻姑姊妹，而国中多淫于骨肉。”另外齐桓公亲近小人，甚至吃人肉。
呂思勉《先秦史：呂思勉先生所著的四部斷代史之一》：蓋齊桓之長諸侯，猶頗能遵舊典，守信義，非後來霸者所及也。

## 影視作品
- 《晉文公傳奇》由王偉飾演。
- 《东周列国春秋篇》由楊立新飾演。
- 《重耳傳奇》由保劍鋒飾演。

## 延伸阅读
[在维基数据编辑]
 《刺客列傳》，出自司馬遷《史記》
 在维基共享资源阅览影像